# 莱韦克大厦
莱韦克大厦是一栋位于美国俄亥俄州哥伦布市中心的47层楼高的摩天大楼。其楼高555英尺5英寸（169.29），自其1927年建成后直至1974年都是哥伦布市最高的建筑。时至今日，它也依然是整座城市第二高的建筑。
大楼属于装饰风艺术建筑，由查理斯·霍华德·克兰设计，占地面积353,768-平方英尺（32,866.1-平方）。1927年开业时大楼的名字曾叫做美国保险联盟城堡，是当时世界上第五高的建筑。大楼造价780万美元，有着华美的装饰和陶瓦制的外墙，两栋侧楼安排有600间酒店房间以及一座剧院（宫廷剧院）。自从美国保险联盟在大萧条时期破产后，大厦在1946年被重新命名为林肯·莱韦克大厦，后又在1977年被改为莱韦克大厦。
大厦的写字楼区域最初招商效果一般，但吸引了许多州政府机构和律师机构。但自从1960年代开始，哥伦布市中心快速发展且出现了许多新建的摩天大楼。这使得莱韦克大厦在逐步增强的竞争中败于下风，空房率显著增加。纵观大厦的整个历史，其所有权多次易主，直到2011年大厦被售予一个房地产投资者团体。现任业主对大厦采用了混合用途开发，使之包含有酒店、租住公寓、产权公寓、写字楼与餐厅，并于2017年开业

## 设计与建造
莱韦克大厦最初由美国保险联盟委托建造。该联盟于1894年由美国众议员议员约翰·雅各布·伦茨成立并任主席，是一个集“相互保险公司、秘密结社和社交俱乐部”于一体的组织。大厦最初名为美国保险联盟城堡，被用做该组织的总部以替代原先位于市中心赛欧托河附近百老街与前街交汇处作为前总部的一座小楼。 大厦由善于宏伟建筑设计的底特律建筑师查理斯·霍华德·克兰设计。 建设过程正值美国第一波现代摩天大楼建设浪潮。

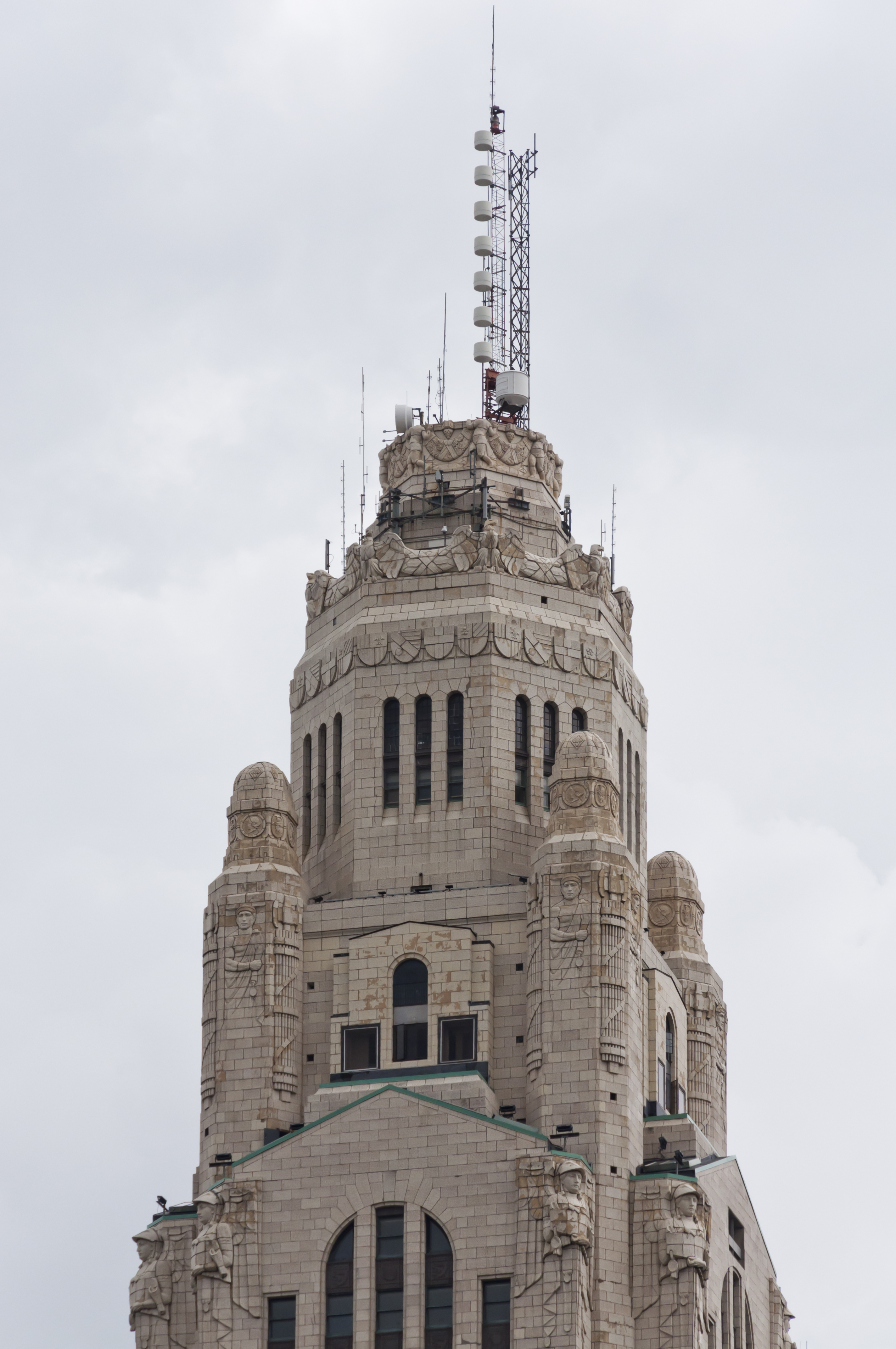
楼顶的装饰风艺术装饰 ，摄于2017年9月

原定计划里大楼有三个主要组成部分：一座47层高的塔楼和两座18层高的侧楼共计353,768平方英尺（32,866.1平方）可租用面积、一座2827座的基斯·奥尔比剧院（后更名为宫廷剧院）和一间拥有600个房间的德许勒-韦利克酒店。建筑长宽均为188英尺（57），有44层的可用空间和额外3层顶楼使之高度来到555英尺5英寸（169.29）。建筑师刻意地让大楼比华盛顿纪念碑高出了5英寸（130）。
建筑的风格属于装饰风艺术或摩登流线型建筑，受4世纪至13世纪拜占庭式建筑中的宗教建筑启发。最初，克兰计划用石材作为建筑的外墙，但最终决定改用奶油色的陶瓦，尽管陶瓦有着砖块较小和容易变形的缺点。大楼的外墙至尖顶自495英尺（151）高开始有着大量雕塑，包括展翅幅度22英尺（6.7）达到的鹰和高达26英尺（7.9）的巨人与天使塑像。考虑到有坠落风险且希望顶楼豪华套房能有更好的视野，部分雕塑后期遭到了移除。大厦塔顶有一座八边形的箭楼环绕有细长的圆角窗户，尖顶上饰有纹章图案。大楼内部采用意大利和比利时产的大理石，公共空间有铜质装饰和马赛克装饰。大堂则有大理石地面和铜质的刻有奠基时的行星位置的天宫图饰板。建成后，大楼夜间会点亮外墙灯以凸显其建筑设计之美。四角的侧塔夜间也会点亮泛光灯使之成为飞行员的一个目视地标，在当时用作辅助领航目标能最远从20英里（32）外看到。塔楼顶层最初的设计也允许停靠齐柏林飞艇，但后来改用于架设天线。
大楼采用的电梯速度可达900英尺（270）每分钟，可用按键操控自动控制，采用自动对齐楼层的技术，最高能到41层。从41层开始有另一部电梯通往观景台。用于消防和供水的水箱位于23层和43层。大楼的机械设备有着双重备份冗余。在43层有着由本地商人和航空爱好者资助的行政餐厅，名为半空俱乐部（Mid-Air Club）。44层被用作观景台，公众可付费25美分参观。观景台层有着24块从天花板延伸至地面的大落地窗，其上46层有着露天观景台，但仅可通过楼梯前往。总计60个建筑公司参与了建设，共耗资780万美元。芝加哥的西北陶瓦公司提供了大楼外墙的材料。美国保险联盟曾在西百老街50号有一座五层高的小礼堂，在准备建设莱韦克大厦时被拆解。1909年开业的位于西百老街40号的殖民地剧院也在1924年被关闭并拆解以给大厦的建设腾让空间。

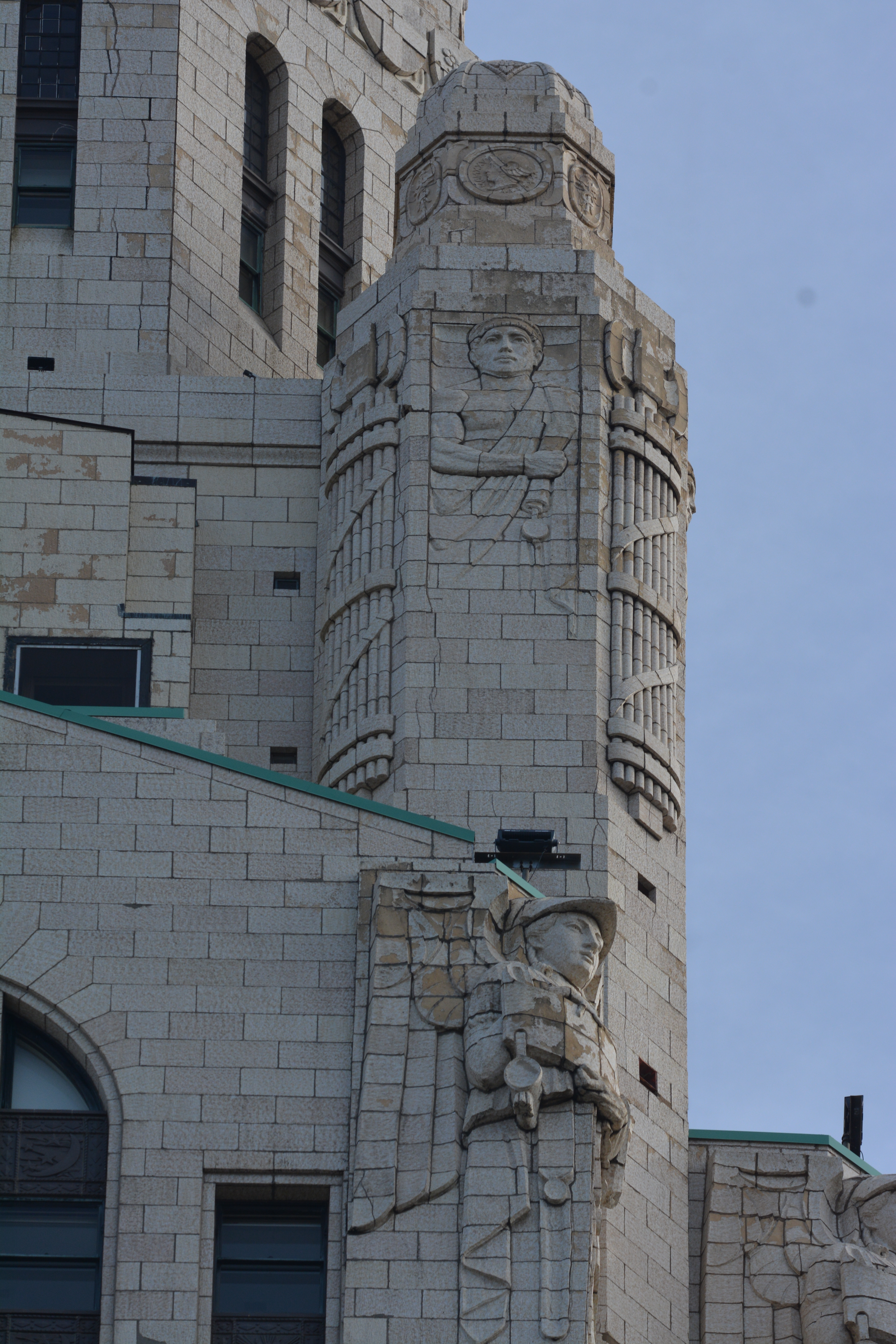
建筑细节

在建设高峰期，有将近650人同时参与建设。大楼于1924年9月23号奠基。地基挖掘紧随其后，使用44个沉箱地基沉入基岩中114英尺（35）深，采用空气压力穿过80英尺（24）的水。地基隧道由于过深，因此雇佣了一队有着修筑纽约市荷兰隧道的深层隧道工人，且在工地修建了一奠基石座医院和释压舱以帮助遭受减压症的工人。1925年1月26日，在设置沉箱时发生了有毒气体意外释放，导致四名工人应激反应掉入地基中死亡。不久后，又有一名工人从建筑框架上跌落而死。1926年2月13日，安放了美国保险联盟城堡的奠基石。大楼的框架由10,000公噸（9,800長噸；11,000短噸）钢铁制成，楼内有100英里（160）的电线、137,000英尺（42,000）的热水管道驱动数千个暖气片、67个电动马达、14000个电源插座和1756扇窗户。大楼的建设总共耗时19个月，竣工于1927年9月21日。建成时，它是哥伦布最高的摩天大楼和世界第五高的建筑，甚至其高度在纽约和芝加哥也是第一。艾伯特·布什内尔·哈特在大楼的竣工仪式上将大楼比作法国的城堡城市卡尔卡松。
艺术评论家与建筑评论家对大楼的设计给予了正面评价。芝加哥艺术博物馆主管达德利·克拉夫茨·沃森称赞大楼为1920年代哥伦布的五项艺术成就之一，称其为“最独特且美国风的摩天大楼”和“一个建筑上的杰作”。埃德娜·克拉克在其1932年著的书《俄亥俄艺术与艺术家》中称大楼是“城市发展的一座里程碑……标志着从乡村转变为城市的信号。它从天际线上拔地而起，难以忽视。”《建筑论坛》杂志称赞大楼“绝妙”且“令人印象深刻”。大楼很快成为了哥伦布的代名词和整座城市最显眼的地标。它也是哥伦布第一个在全城都能轻易看到的地标性建筑。
与大楼的建造同时发生的是哥伦布1913年大洪水后沿赛欧托河的河畔重修与哥伦布市民中心的建设。在1920和1930年代，哥伦布还新修建了在大楼对面的哥伦布市政厅、哥伦布市警察局的新总部、新的联邦大楼和法院大楼以及新的政府机构大楼。

### 灯光
泛光灯在1989年第一次被运用于莱韦克大厦，使用白光自傍晚至夜间照亮其顶楼。后来，业主为其安装了舞台等以提供多色照明。在2012至2017年的整修中，泛光灯被换为了电脑控制的LED灯光从而达到节能的目的，并提供了更多的色彩选择。新的灯光包括6英寸的单个灯和3平方英尺（0.28平方）的灯光阵列，可以达成2.56亿种不同的色彩组合。大楼目前每年大约会有六到八次特殊活动灯光，包括四月和五月的为苏珊科曼乳腺癌基金会亮起的粉色、六月为哥伦布骄傲周末亮起的彩虹色、七月四日为美国独立日亮起的红白蓝色、八月为紫心勋章纪念日亮起的紫色、九月为引起社会对卵巢癌的重视而亮起的蓝绿色和圣诞假日季亮起的红色和绿色。

大楼内部
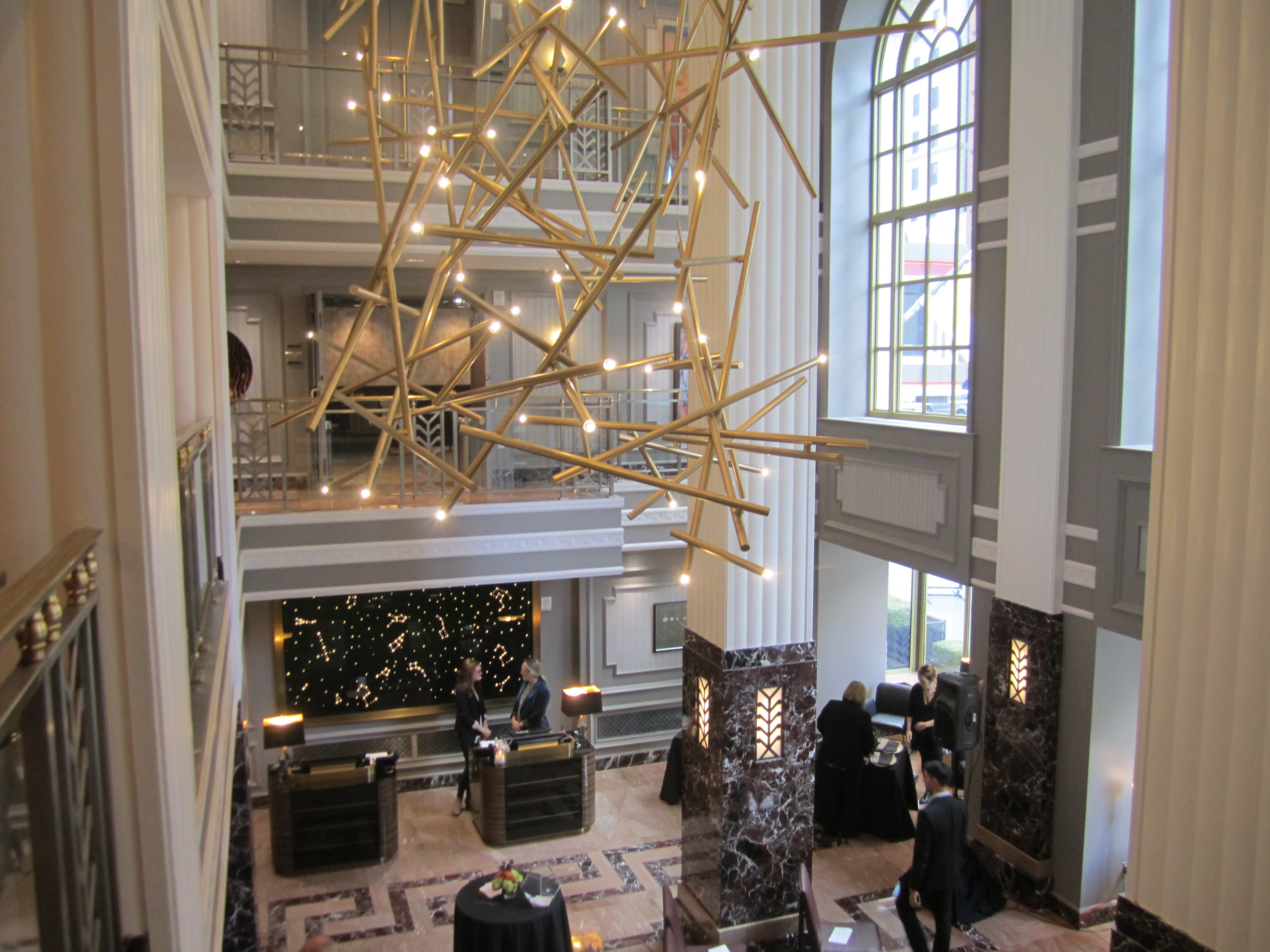
酒店大堂
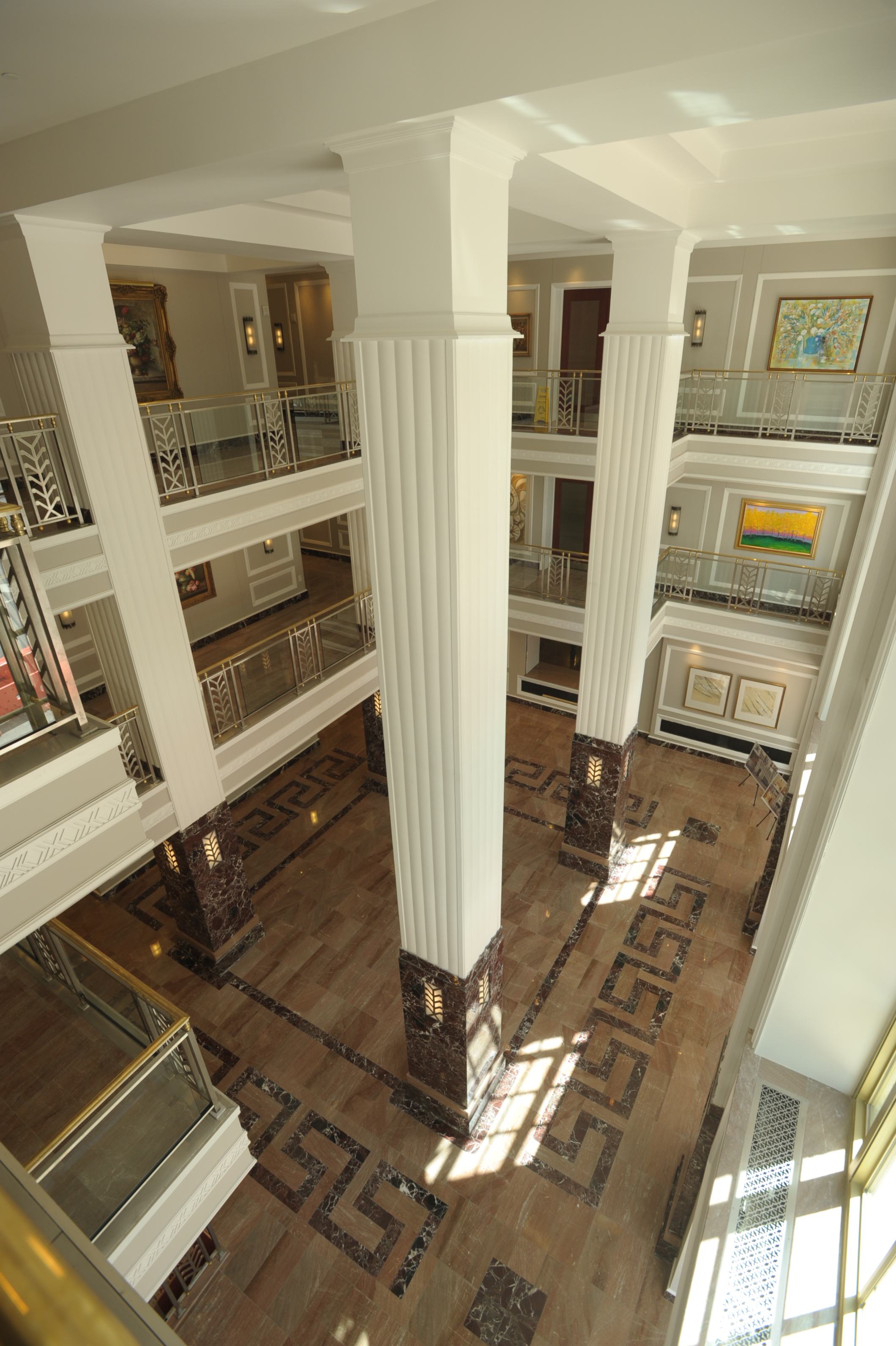
翻修后的空旷的大堂
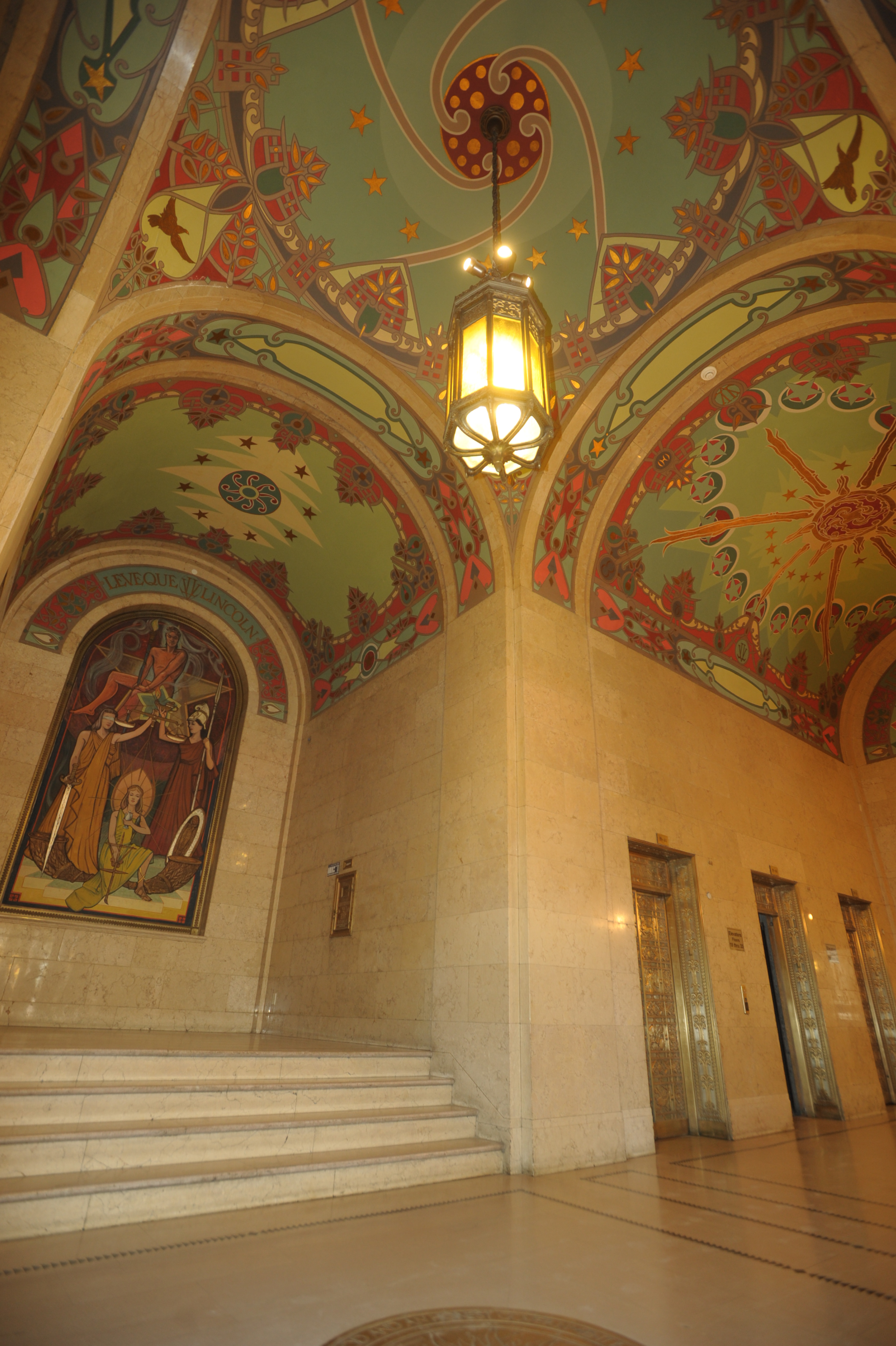
居住区大堂的壁画
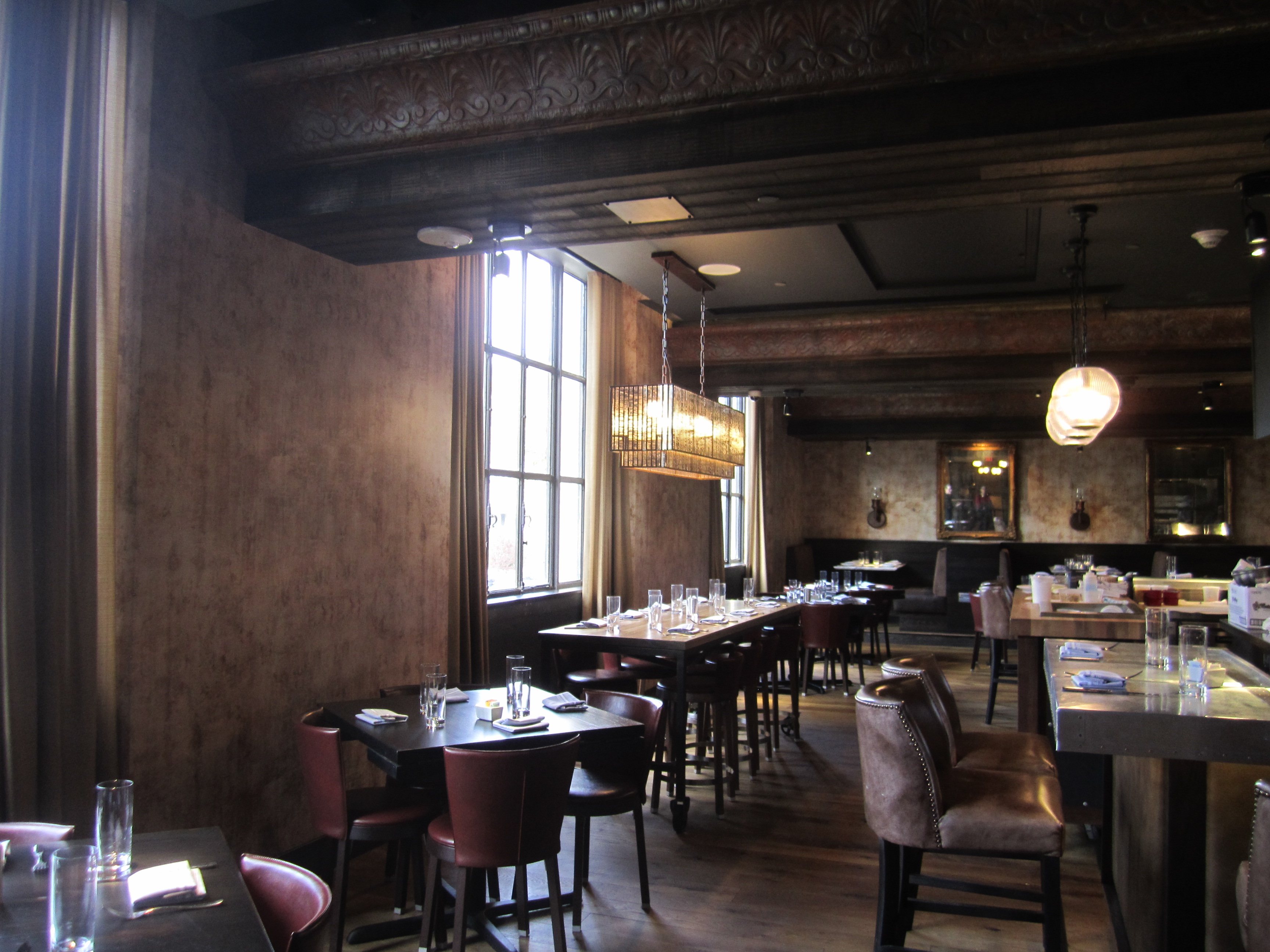
餐厅
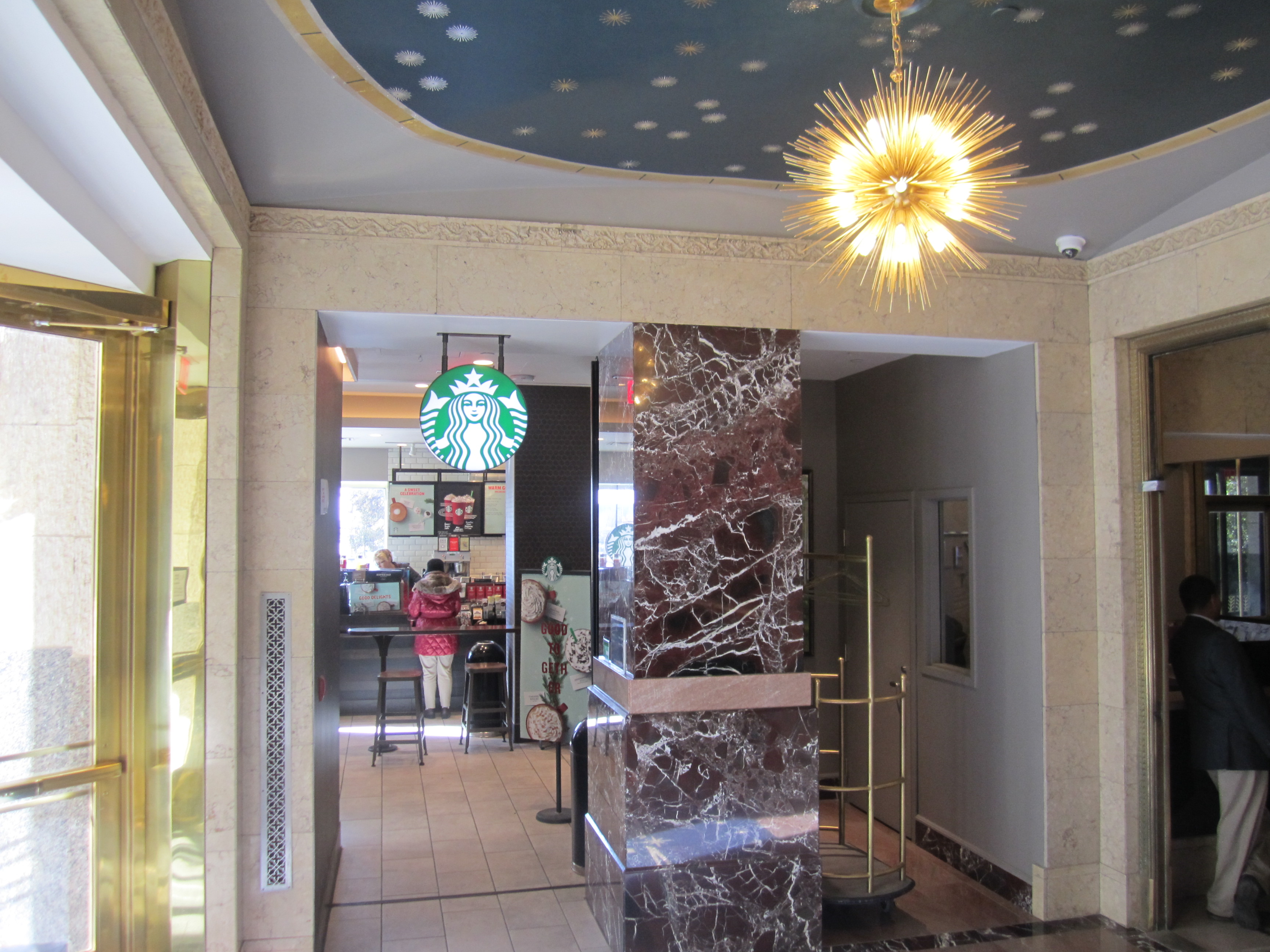
星巴克咖啡馆
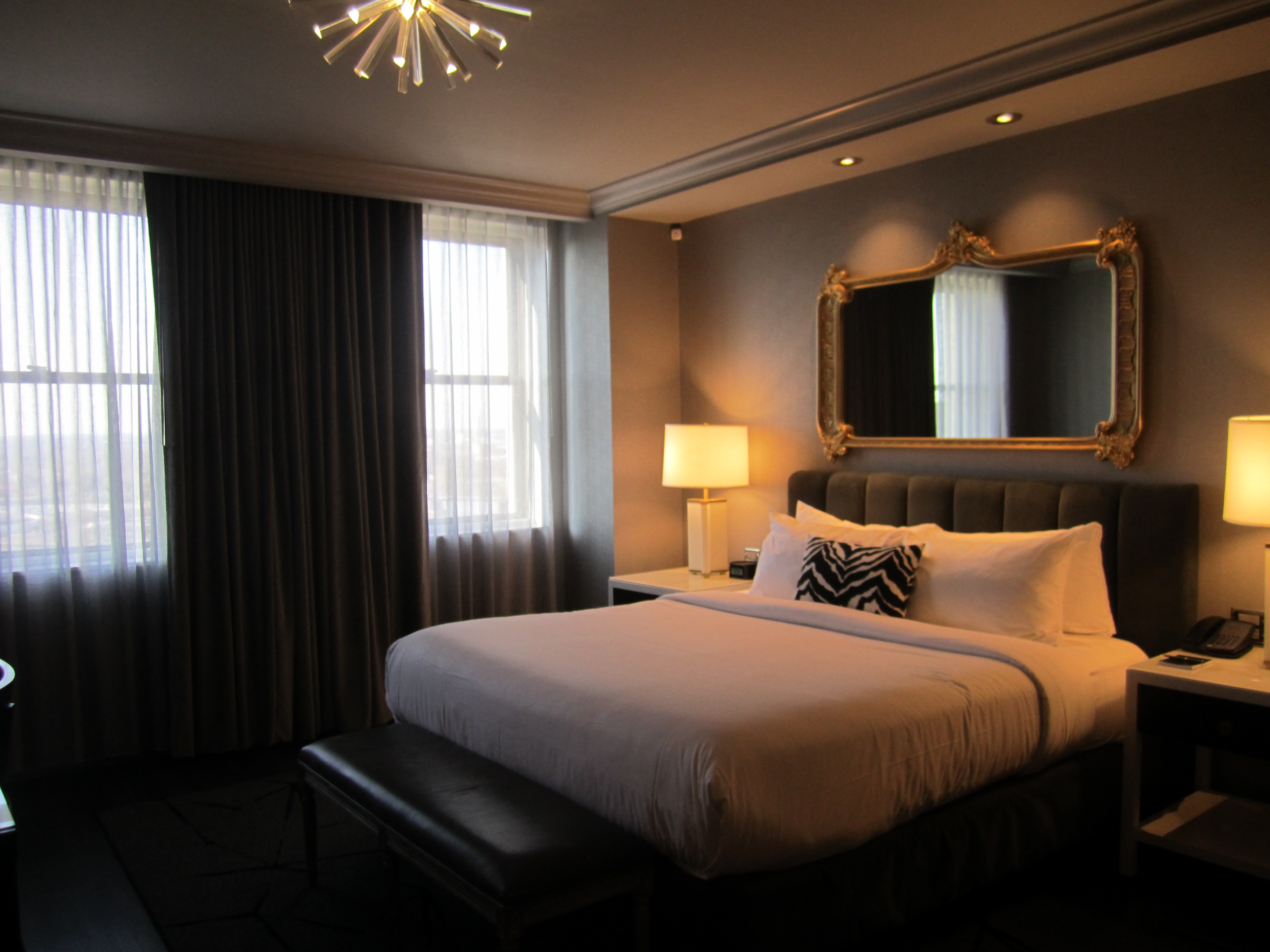
酒店卧室

## 历史

### 大楼功能的变更与易主

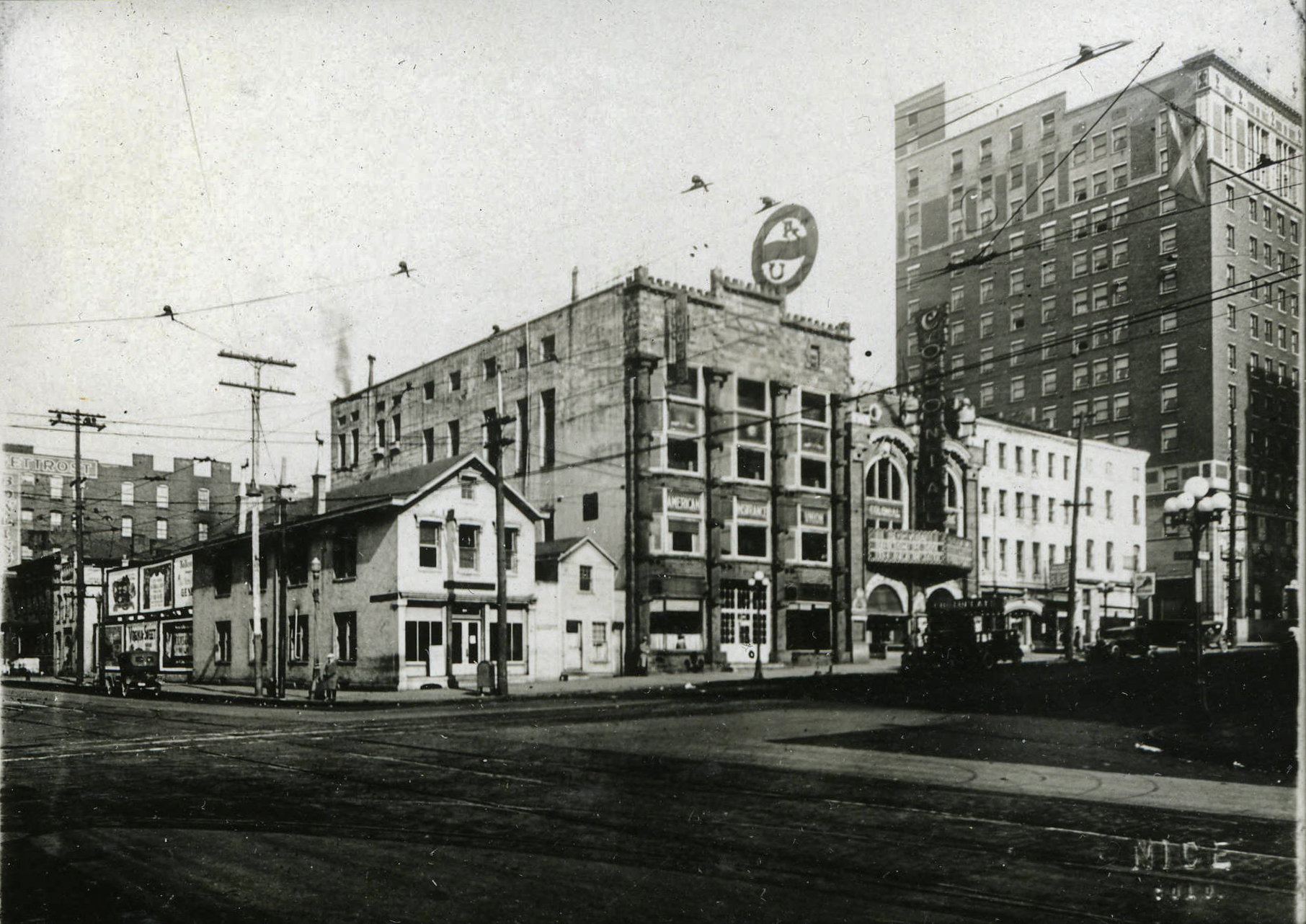
原先位于大楼现址处尚未被拆除的建筑，1920年

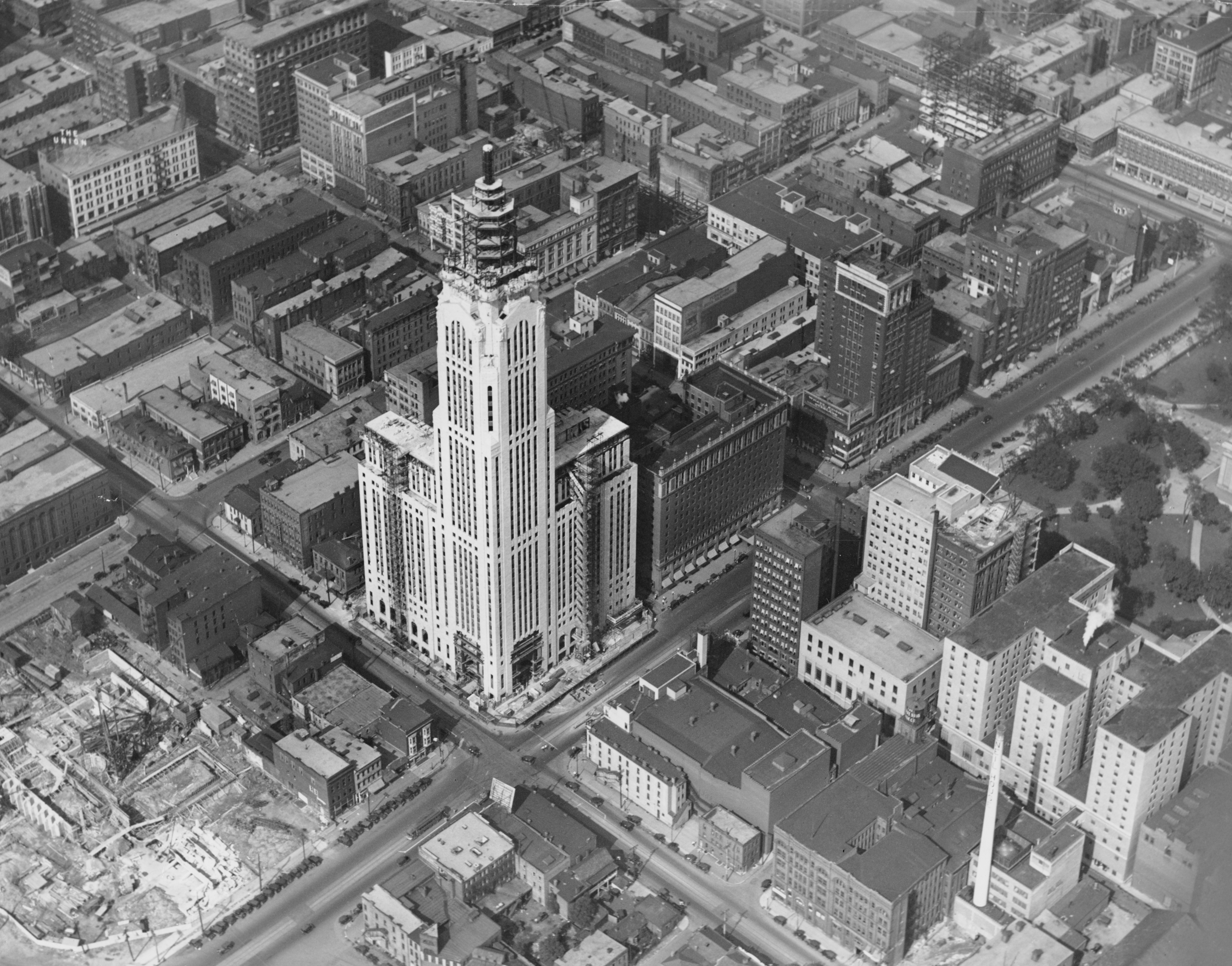
正在建造过程中的大楼，1926年

大楼建成后，美国保险联盟使用了大楼的19到20层，其余楼层可被租赁作办公室。大楼的建设发生了数次超支情况，使得美国保险联盟不得不动用其储备资金用于建设大楼。经济问题很快缠上了这家公司：大楼的建设超过了预算将尽80万美金，且办公室的租赁状况不佳。
大楼很快成为了电台广播的刚需，而电台广播也在1920年代正好开始在美国兴盛。大楼的高度对广播十分理想，整个俄亥俄中部都没有任何山脉或其他建筑物影响大楼顶部天线发射的信号，因此大楼成为了包括WAIU在哪诸多电台的基站。伦茨于1925年收购了WAIU并将其作为宣扬自己激进观点的平台。搬进大楼使得WAIU可以增加其广播功率至5000瓦。直到1980年代，WCOL也在楼顶有一间广播室。
美国保险联盟在大萧条期间倒闭，并在1931年重组为美国保险联盟公司。这一机构于1934年被破产接管后结业。在此期间，大楼也因公司的经济情况而被调侃为“IOU大楼”（“打欠条大楼”）。公司破产后，接管机构计划销售大楼以还清所欠的保险款项。大楼最终于1945年被售予莱斯利·莱韦克和约翰·林肯并被重命名为莱韦克-林肯大厦。莱韦克是一个当地的房地产投资者。在他死后，他的儿子弗莱德·莱韦克和他的妻子凯瑟琳·莱韦克成为了哥伦布社区中的重要人物。

### 竞争
大楼在哥伦布天际线中十分显眼，直到1960年代都没有新的高楼与之竞争，但在1953年有一次修建另一栋摩天大楼的尝试。林肯-莱韦克大厦直至1962年都是哥伦布唯一一座超过300英尺（91）的大楼。但随着其他商业公司如亨廷顿银行和美国电力公司的兴起，市中心的又开始有了新的高楼。大楼保持着哥伦布最高建筑的地位直到1974年罗德斯州政府办公大楼建成。林肯-莱韦克大楼于1975年被登记入美国国家史迹名录。也正值1975年，弗莱德·莱韦克购买下了宫廷剧院，随后在同年一月死于一起空难。凯瑟琳·莱韦克也因此成为了哥伦布重要房产商莱韦克集团的主席。当时哥伦布市中心的写字楼空房率较高，但大楼依然能保持高于平均的租赁率。
凯瑟琳·莱韦克与1977年通过信托完全掌控了大楼。同年，大楼被正式改名为莱韦克大厦。大楼自1980年代开始面临着来自哥伦布市中心新建大楼日益增加的竞争，莱韦克耗资一千八百万美金对这座老楼进行翻修使得其能与更新更现代的写字楼竞争，包括安装了全新的暖通空调系统、节能升级和升级的厕所与公共空间。在1984年，亨廷顿中心、议会广场大厦和哥伦布一号中心在哥伦布市中心市场上供应了2,000,000平方英尺（190,000平方）的新的办公区。
俄亥俄州政府在历史上曾是大楼的主要租户。俄亥俄就业与家庭服务部在2003年搬迁前租用了大楼近20%的房间。俄亥俄老龄化服务部也曾是一个主要租户。除此以外，还有许多律师事务所和私人金融服务机构租用大楼房间。州政府机构外搬严重影响了大楼偿还贷款的能力。2004年，迈阿密的LNR地产集团的分支接手了大楼，对齐估价2200万美元。莱韦克转让了大楼的所有权以避免因1620万美金贷款而导致的抵押物的彻底流失，大楼此时有三分之一房间闲置。 她曾经咨询过建筑师考虑将大楼的一部分改为居住区，但当时不具有经济上的可行性。
2005年，大楼被再次以850万美金卖给了芬西尔弗/弗莱德曼管理集团。在卖出时，大楼依然有三分之一房间闲置。新任业主承诺要对大楼进行显著升级以保持其竞争力。翻修为大楼带来了些许小型办公租户。然而租赁情况依然不容乐观，且尽管物业更换了数次，直到2009年办公区依然有三分之一闲置。

### 2012年翻修
2011年，大楼被Tower 10有限公司以400万美金买下。Tower 10有限公司是由哥伦布房地产投资者鲍勃·迈耶、唐·卡斯托和迈克尔·席夫建立的合资公司。当时，大楼的写字楼部分空置率升高到了43%。 新任业主团队计划用2200万美金翻修破损的陶瓦外墙并将写字楼转为一个酒店和居住区混合的建筑。在2012年，业主宣布翻修将耗资2670万美金，其中包括500万美金来自俄亥俄州的税务减免。
翻修项目竣工于2017年，花费大量工程维修大楼的陶瓦外墙和现代化内部结构。莱韦克大楼现在被重新规划为混合用途开发，其中5到10层变成了一间由150个房间的精品酒店。该酒店属于万豪国际旗下的傲途格精选酒店品牌，并拥有会议活动空间。大楼的3、4和11-18层则被翻修为160,000平方英尺（15,000平方）的办公空间。其余19层楼被改造为了高级公寓，其中68间为租住公寓，12间为产权公寓，还有两间位于顶楼的空中别墅。在2楼则是一间由伊利诺伊的First Hospitality Group Inc.运营的餐馆The Keep。
近年来，大楼的三层有着美国移民及海关执法局（ICE）的办公室和羁押中心，并爆发了多次针对对非法移民不公正待遇的抗议。

## 关联设施

### 德许勒酒店

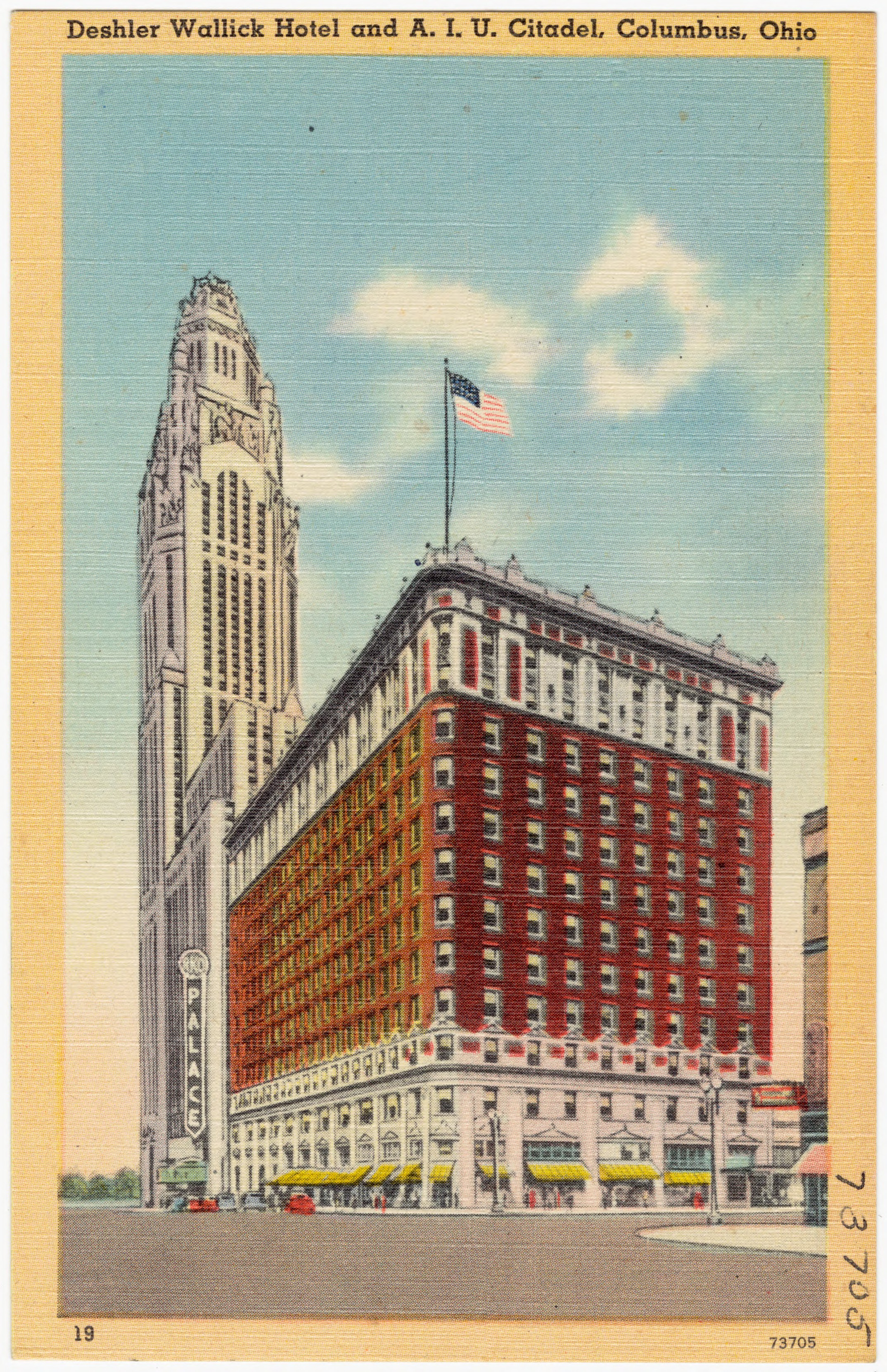
早期绘有大楼与德许勒-韦利克酒店并排的明信片

大楼的两座侧楼被用作建于白老街和高街西北角的德许勒酒店的额外600间客房。酒店于1912年公布并于1916年开业，当时已有400间房间并与世界上其它奢华酒店竞争。酒店后来被来自俄亥俄以及纽约的酒店业老板卢和阿德里安·韦利克租用。在莱韦克大厦开业时，酒店当时名叫德许勒·韦利克酒店，并有一座称为“威尼斯桥”的连廊连接至位于莱韦德大厦内的600间房间。纽约市市长吉米·沃克出席了开业仪式，尝试在所有600间房间内各饮一小口红酒以纪念开业并几乎成功。酒店开业后于1946年在一次联邦基督教协会的会议上接待了美国总统哈里·S·杜鲁门。他与贝丝·杜鲁门在1953年又重新莅临下榻了该酒店。 1947年酒店被以200万美金的价格出售给了芝加哥的朱利斯·爱泼斯坦，而他又在五年后将其出售给了希尔顿酒店，后者将酒店改名为德许勒-希尔顿酒店。1964年，酒店被再次出售给一家由查尔斯·科尔拥有的公司并改名为德许勒-科尔酒店。科尔关闭了位于莱韦克大厦内的600间房间并投资了200万美金来重新整修酒店。侧楼内的酒店房间被拆除，而“威尼斯桥”也被一并拆除。 大楼在1966年最终被卖给了弗莱德·比利斯并被重新命名为德许勒-比利斯酒店，随后于1968年结业并于1969年被拆除。酒店原址现在建有哥伦布一号中心，这也是莱韦克集团参与的一座大楼。

### 宫廷剧院

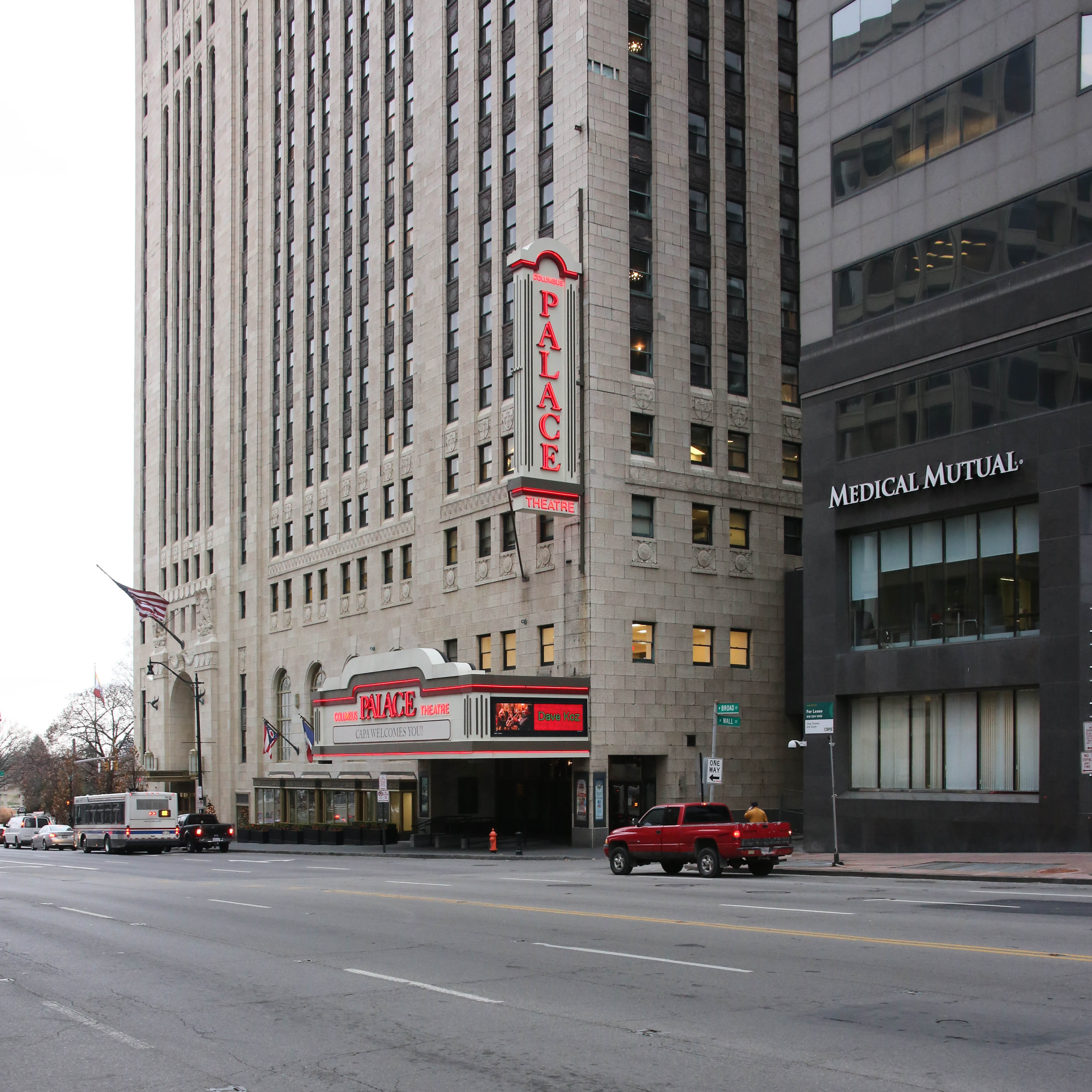
宫廷剧院正门以及位于莱韦克大厦南侧外墙的华盖

位于西百老街34号的宫廷剧院开业于1926年11月8日，最初作为歌舞杂耍表演剧场并命名为基斯·奥尔比剧院。许多知名演员曾在此处表演，有些甚至在出名前就已在此，包括宾·克罗斯比、乔治·伯恩斯、格蕾西·艾伦、吉普赛·罗斯·李、杰克·本尼、汤姆·米克斯、杰基·格利森、三个臭皮匠、埃迪·坎托和在1938年3月演出并打破了观演人数纪录的梅·韦斯特。1940年代也有许多乐队在剧院演出，包括艾灵顿公爵、汤米·多西、格伦·米勒、路易斯·阿姆斯特朗、贝西伯爵、盖伊·隆巴尔多、班尼·古德曼和莱诺·汉普顿。剧院也在1942年3月12日首映了《男儿本色》，出席者包括亨利·方达、奥丽维亚·德哈维兰、詹姆斯·格罗弗·瑟伯和琼·莱斯利。
1975年剧院结业并闲置，业主计划将其拆除并改建为一座停车场。 1980年，凯瑟琳·莱韦克用个人资金重新翻修了剧院，并重新开业演出。表演者包括雷德·斯克尔顿、小萨米·戴维斯、米基·鲁尼、汤姆·琼斯、娜塔莉·科尔、朱迪·柯林斯和托尼·班奈特。剧场内也上演了百老汇剧院的戏剧。直至今日宫廷剧院依然在营业，并提供一座2827座的礼堂用于歌舞杂耍表演和电影放映。它被哥伦布表演艺术协会与1989年收购。
尽管莱韦克大厦的设计师，来自底特律的查理斯·霍华德·克兰因在北美设计了超过250座剧院而闻名，但莱韦克大厦内的宫廷剧院其实是由另一名剧院设计师托马斯·怀特·兰姆所作。这是因为兰姆与基斯·奥尔比剧院的关系较好。

### 引用
1. 1 2 3  Darbee, Jeffrey T. . SAH Archipedia. University of Virginia Press. 17 July 2018  [December 25, 2022]. （原始内容存档于2023-04-01）.
2. 1 2 3 4 5  Darbee & Recchie 2008，第43頁.
3. 1 2 3 4  Korom 2008，第358頁.
4. 1 2 3 4 5 6 7  Korom 2008，第356頁.
5. 1 2  Owen 1999，第416頁.
6. ↑  Korom 2008，第323頁.
7. 1 2 3  Betti & Uhas Sauer 2013，第53頁.
8. 1 2  Barrett 2007，第51頁.
9. 1 2 3 4 5  Korom 2008，第357頁.
10. ↑  Crane 1926，第14頁.
11. 1 2 3  Owen 1999，第417頁.
12. 1 2  Ghose, Carrie. . Columbus Business First (Columbus, Ohio). 2008-07-07  [2018-02-07].
13. 1 2 3 4  Hunker 2000，第73頁.
14. ↑  Betti & Uhas Sauer 2013，第14頁.
15. ↑  Adams 2016，第112頁.
16. 1 2  Crane 1926，第30頁.
17. ↑  Crane 1926，第31頁.
18. ↑  Hunter 2012，第92頁.
19. ↑  Hunker 2000，第12頁.
20. 1 2  Betti & Uhas Sauer 2013，第26頁.
21. 1 2 3 4  Hunter 2012，第93頁.
22. ↑  Betti & Uhas Sauer 2013，第15頁.
23. ↑  , Architectural Forum (Time-Life Inc.), 1928, 50 (2): 188, ISSN 0003-8539, OCLC 780888302
24. ↑  Adams 2016，第123頁.
25. ↑  Barrett 2007，第33頁.
26. ↑  Gold 2009，第307頁.
27. ↑  Darbee, Jeff. . Columbus Monthly.   [2024-01-08]. （原始内容存档于2021-10-21）.
28. 1 2 3  Lentz, Ed. . Columbus Business First (Columbus, Ohio). 1997-03-31  [2018-02-07]. （原始内容存档于2008-02-25）.
29. ↑  Adams 2016，第10頁.
30. ↑  Adams 2016，第28頁.
31. ↑  Adams 2016，第29頁.
32. ↑  Adams 2016，第89頁.
33. ↑  Hunker 2000，第5頁.
34. ↑  Betti & Uhas Sauer 2015，第74頁.
35. ↑  Hunker 2000，第74頁.
36. ↑  Hunker 2000，第94-95頁.
37. ↑  Lentz, Ed. . Columbus Business First (Columbus, Ohio). 2002-10-07  [2018-02-07]. （原始内容存档于2011-04-02）.
38. 1 2  Wolf, Barnet D. . The Chicago Tribune (Columbus, Ohio). 2004-02-08  [2018-02-07]. （原始内容存档于2018-02-07）.
39. ↑  Ghose, Carrie. . Columbus Business First. Columbus, Ohio. 2008-07-07  [2018-01-27]. （原始内容存档于2015-05-26）.
40. 1 2 3  Lovelace, Craig. . Columbus Business First (Columbus, Ohio). 2012-11-02  [2018-02-07]. （原始内容存档于2015-03-17）.
41. ↑  Lilly, Stephen. . Columbus Business First. Columbus, Ohio. 2004-02-16  [2018-02-07]. （原始内容存档于2014-01-31）.
42. 1 2  . Columbus Business First. Columbus, Ohio. 2012-03-16  [2018-02-08]. （原始内容存档于2021-10-16）.
43. ↑  Buchanan, Doug. . Columbus Business First (Columbus, Ohio). 2005-07-11  [2018-02-07].
44. ↑  Ball, Brian R. . Columbus Business First. Columbus, Ohio. 2009-05-11  [2018-02-07]. （原始内容存档于2015-03-20）.
45. ↑  Ball, Brian. . Columbus Business First. Columbus, Ohio. 2011-03-11  [2018-02-07]. （原始内容存档于2017-06-12）.
46. ↑  Ball, Brian R. . Columbus Business First (Columbus, Ohio). July 6, 2012  [2018-02-07]. （原始内容存档于2021-09-17）.
47. ↑  . The Columbus Dispatch (Columbus, Ohio). 2012-07-07  [2018-02-08]. （原始内容存档于2021-10-17）.
48. ↑  Wartenberg, Steve. . The Columbus Dispatch (Columbus, Ohio). March 27, 2015  [August 4, 2017]. （原始内容存档于2021-10-28）.
49. ↑  Weese, Evan. . Columbus Business First. Columbus, Ohio. 2016-10-27  [2018-02-07]. （原始内容存档于2017-04-06）.
50. ↑  Matzer Rose, Marla. . The Columbus Dispatch. Columbus, Ohio. 2016-08-28  [2016-08-07]. （原始内容存档于2021-10-28）.
51. ↑  Hendren, Sam. . WOSU. Columbus, Ohio. 2017-01-16  [2018-02-08]. （原始内容存档于2020-09-29）.
52. ↑  Eaton, Dan. . Columbus Business First. Columbus, Ohio. 2017-08-25  [2018-02-07]. （原始内容存档于2017-08-28）.
53. ↑  King, Danae. . The Columbus Dispatch. August 1, 2019  [December 25, 2022].
54. ↑  . WOSU News. July 9, 2018  [2024-01-08]. （原始内容存档于2023-04-13）.
55. ↑  Hunter 2012，第38頁.
56. 1 2  Hunter 2012，第39頁.
57. ↑  Betti & Uhas Sauer 2015，第116頁.
58. ↑  Betti & Uhas Sauer 2015，第117頁.
59. ↑  Betti & Uhas Sauer 2015，第119-120頁.
60. 1 2 3 4  Hunter 2012，第91頁.
61. ↑  Betti & Uhas Sauer 2015，第158頁.